# Paris-Roubaix 1998
La 96e édition de la course cycliste Paris-Roubaix a eu lieu le 12 avril 1998 et a été remportée par l'Italien Franco Ballerini. L'épreuve comptait 266,5 kilomètres et le vainqueur la termina en 6 h 57 min 49 s en solitaire.
L'équipe Mapei fait un triplé à l'arrivée comme en 1996.

## Classement final
|    | Coureur            | Equipe        |    | Temps           |
| -- | ------------------ | ------------- | -- | --------------- |
| 1  | Franco Ballerini   | Mapei-Bricobi | en | 6 h 57 min 49 s |
| 2  | Andrea Tafi        | Mapei-Bricobi | +  | 4 min 16 s      |
| 3  | Wilfried Peeters   | Mapei-Bricobi |    | 4 min 19 s      |
| 4  | Léon van Bon       | Rabobank      |    | 4 min 49 s      |
| 5  | Frédéric Moncassin | Gan           |    | 4 min 49 s      |
| 6  | Rolf Sørensen      | Rabobank      |    | 4 min 50 s      |
| 7  | Magnus Bäckstedt   | Gan           |    | 4 min 52 s      |
| 8  | Bart Leysen        | Mapei-Bricobi |    | 6 min 34 s      |
| 9  | Gianluca Bortolami | Festina       |    | 6 min 34 s      |
| 10 | Henk Vogels        | Gan           |    | 6 min 34 s      |